# Crunomys
Crunomys là một chi động vật có vú trong họ Muridae, bộ Gặm nhấm. Chi này được Thomas miêu tả năm 1897. Loài điển hình của chi này là Crunomys fallax Thomas, 1897.

## Hình ảnh

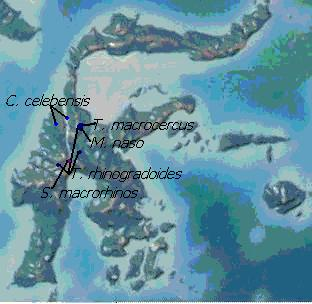

## Các loài
Chi này gồm các loài: